# Zlin Z-43
Zlin Z-43 — лёгкий поршневой самолёт производства чехословацкой компании Moravan Otrokovice.
Первый полёт состоялся 10 декабря 1968 года. Серийно выпускался в 1972–1977 гг. Всего было построено около 80 самолётов.

## Лётно-технические характеристики
- Максимальная скорость: 235 км/ч (127 узлов, 146 миль/ч)
- Крейсерская скорость: 210 км/ч (113 узлов, 130 миль/ч)
- Критическая скорость: 103 км/ч (56 узлов, 64 миль/ч)
- Дальность полёта: 610 км (325 НМ, 375 миль)
- Практический потолок: 3800 м (12465 футов)
- Экипаж: 4 человека
- Длина: 7,75 м